# Адамс (подводный вулкан)
А́дамс — подводный вулкан в Тихом океане, расположенный в 90 км к юго-западу от островов Питкэрн.
Вершина вулкана находится на глубине 39 метров. Всего высота горы составляет 3500 метров. Адамс располагается примерно в 25 км к юго-западу от другого крупного подводного вулкана — горы Баунти. Оба вулкана происходят из одной горячей зоны — Питкэрн, которая образовалась около 30 миллионов лет назад и содержит ещё около 20 вулканических холмов высотой порядка 500 метров. Калиево-аргонный метод показал, что бурная деятельность в этом районе была в Плейстоцене в период 338—350 тысяч лет назад. Сам Адамс сложен трахитами и является одним из самых молодых вулканов данного региона.